# بخش ریتم
بخش ریتم (به انگلیسی: The Rhythm Section) یک فیلم سینمایی اکشن و معمایی محصول سال ۲۰۲۰ به کارگردانی رید مورانو و نویسندگی مارک برنل است که بر اساس رمانی به همین نام برنل ساخته شده‌است. بازیگران فیلم بلیک لایولی، جود لا و استرلینگ کی براون هستند.
بخش ریتم در ایالات متحده در تاریخ ۳۱ ژانویه ۲۰۲۰ توسط پارامونت پیکچرز اکران شد و از منتقدین که عموماً عملکرد لایولی را تحسین می‌کردند اما نسبت به این داستان انتقاد داشتند، و نظرات مختلفی را دریافت کرد. این فیلم یک بمب گیشه بود، با بدترین افتتاح آخر هفته در تمام دوران‌ها و بیشترین افت در سینما، با پیش‌بینی ضرر ۳۰ الی ۴۰ میلیون دلاری همراه بود.

## داستان
داستان فیلم «بخش ریتم» دربارهٔ دختر جوانی به نام استفانی (بلیک لایولی) است. دختری که از یک پرواز جا می‌ماند و خانواده اش بدون حضور او سوار هواپیما می‌شوند. اما هواپیما در آسمان منفجر می‌شود و او خانواده اش را از دست می‌دهد. استفانی که غمگین است، بزودی متوجه می‌شود که انفجار هواپیما بر اثر یک حادثه طبیعی نبوده و بلکه در پشت پرده، یک عملیات تروریستی جریان داشته که افراد با انگیزه‌های خاص آن را رقم زده‌اند. از این جهت استفانی تصمیم به انتقام می‌گیرد اما…

## تولید
در ۱۶ اوت ۲۰۱۷، گزارش شد که پارامونت پیکچرز حق این پروژه را به دست آورده‌است. بودجه تولید آن حدود ۵۰ میلیون دلار بود و توسط کمپانی ایون پروداکشنز تولید شد، کمپانی فیلم‌سازی معروف به تولید فیلم‌های <i id="mwQQ">جیمز باند</i> .
فیلم‌برداری اصلی از فیلم در دسامبر ۲۰۱۷ در دوبلین، ایرلند آغاز شد. پس از مجروحیت لایولی در مجموعه فیلم، تولید به‌طور موقت متوقف شد و فیلمبرداری آن در ژوئن ۲۰۱۸ آغاز شد.

## اکران
در ابتدا قرار بود این فیلم در ۲۲ فوریه ۲۰۱۹ اکران شود، اما پس از آسیب دیدگی لایولی و بعد از آن دوباره به تاریخ اکران نهایی خود، ۳۱ ژانویه ۲۰۲۰، به ۲۲ نوامبر ۲۰۱۹ منتقل شد.